# Min bäste vän
A Min bäste vän (Az én legjobb barátom) Marie Fredriksson svéd énekes-dalszerző 2006. június 14-én megjelent svéd nyelvű stúdióalbuma, melyet saját független lemezkiadója a Mary Jane / Amelia Music és a Capitol Records kiadóval közösen jelentetett meg. Ez volt a 6. svéd nyelvű albuma, és az első az egyetlen angol stúdióalbuma, a The Change után.

## Összetétel és stílus
Az album dalai a 60-as évek , és 70-es évek dalainak feldolgozása, melyekhez Fredriksson fiatalkorában vonzódott, és feldolgozta azokat. A dalok túlnyomórészt John Holm svéd énekes-dalszerző által írt dalokból állnak, ("Din bäste vän", "Sommaräng" és "Den öde stranden"). és Pugh Rogefeldt ("Guldgruva", "Aftonfalken" és "Här kommer natten") valamint Mikael Wiehe a Hoola Bandoola együttes dalaiból ("Man måste veta vad man önskar sig" és "Vem kan man lita på?") dalokból állnak. Fredriksson azért választotta ezeket a dalokat, mert serdülőkorában mély benyomással voltak rá, melyek segítettek neki énekesként, és dalszerzőként későbbi életében.

## Megjelenés és promóció
A Sommaräng az album vezető kislemezként került kiadásra 2006. május 17-én került kiadásra, melynek B oldalán egy Rogefeldt féle feldolgozás, a "Små lätta moln" szerepelt. A dal Svédországban slágerlistás volt, és az airplay Svenkstoppen kislemezlistán Top 10-es helyezés volt. A svéd kislemezlistán a 21. helyig sikerült jutnia. Az album szintén sikeres volt, így a 3. helyezett volt a svéd albumlistán. Az albumról kimásolt második promóciós kislemez, az Ingen Kommer undan Politiken című Kate & Anna McGarrigle's feldolgozás július 25-én jelent meg, melyet Ola Magnell fordított svéd nyelvre.

## Kritikák
| Értékelések          |           |
| Értékelő             | Értékelés |
| Aftonbladet          | [ 2 ]     |
| Expressen            | [ 3 ]     |
| Helsingborgs Dagblad | [ 4 ]     |
| Svenska Dagbladet    | [ 5 ]     |
| Verdens Gang         | [ 6 ]     |

Az album pozitív értékelést kapott a kritikusoktól. Az Aftonbladet meglehetősen váratlan visszatérésnek nevezte az albumot, és azt állította, hogy Fredriksson továbbra is az ország egyik legerősebb énekhangjával rendelkezik, amely még jobbá válik, ha olyan dalt énekel, ami sokat jelent neki. A "Den öde stranden" című dalt választották az album legjobb dalának. Az Expressen azzal érvelt, hogy az album akusztikus dalai jobbak voltak, és jobban "meg voltak csinálva", melyet azzal magyarázott a kritikus, hogy ha van elég hely az érzelmek kibontakozásának, ez megvalósulhat. Marie-t  vidéki istennőnek nevezik, és a svéd blues mesterének írják le. Azonban úgy gondolja, hogy a norvég rajongók számára a dalok teljesen ismeretlenek, azonban elengedhetetlen darab a Roxette rajongók számára, bár a dalok többsége könnyen felejthető.
A Helsingborgs Dagblad dicséri az albumot a lemez összeállításáért, mondván a 70-es évek kedvencei, mint például Pugh Rogerfeldt, John Holm, Cornelis Vreeswijk , Hoola Bandoola Band, Tom Paxton és Tim Hardin rock klasszikusok feldolgozásai megijesztik a bevált művészek többségét, azonban az első zeneszám világossá teszi, hogy az a cél, hogy a dalokat másokkal is megismertesse, hogy évekig szeretni tudják. Külön kitértek Marie énekhangjára, Ola Gustafsson gitárjátékára az albumon található Mats Ronander által megszólaltatott harmonikára is.

## Számlista
| #   | Cím                               | Angol fordítás                   | Hossz |
| --- | --------------------------------- | -------------------------------- | ----- |
| 1.  | Din bäste vän                     | "Your Best Friend"               | 4:07  |
| 2.  | Sommaräng                         | "Summer Meadow"                  | 3:20  |
| 3.  | Om jag vore arbetslös             | "If I Were Unemployed"           | 3:32  |
| 4.  | Guldgruva                         | "Goldmine"                       | 2:52  |
| 5.  | Ingen kommer undan politiken      | "Nobody Escapes Politics"        | 3:46  |
| 6.  | Jag ger dig min morgon            | "I Give You My Morning"          | 5:06  |
| 7.  | Aftonfalken                       | "The Evening Falcon"             | 3:55  |
| 8.  | Man måste veta vad man önskar sig | "You Have to Know What You Want" | 3:31  |
| 9.  | Vem kan man lita på?              | "Who Can You Trust?"             | 4:13  |
| 10. | Den öde stranden                  | "The Deserted Beach"             | 3:17  |
| 11. | Här kommer natten                 | "Here Comes the Night"           | 3:51  |

## Slágerlista
| Slágerlista (2006)                           | Legjobb helyezés |
| -------------------------------------------- | ---------------- |
| Svédország (Sverigetopplistan Top 60 Albums) | 3                |

## Megjelenési előzmények
| Régió      | Dátum            | Formátum            | Label                                  | Katalógus #      | Ref.  |
| ---------- | ---------------- | ------------------- | -------------------------------------- | ---------------- | ----- |
| Svédország | 2006. június 14. | CD digital download | Mary Jane/Amelia Music Capitol Records | 0946 3 66887–2 5 | [ 8 ] |